# Brachymeria ludlowae
Brachymeria ludlowae är en stekelart som först beskrevs av William Harris Ashmead 1904.  Brachymeria ludlowae ingår i släktet Brachymeria och familjen bredlårsteklar. Inga underarter finns listade.